# Anomphax gnoma
Anomphax gnoma är en fjärilsart som beskrevs av Butler 1882. Anomphax gnoma ingår i släktet Anomphax och familjen mätare. Inga underarter finns listade i Catalogue of Life.